# Kloster Tamarâes
Das Kloster Tamarâes (Santa Maria de Tamarâes, Tamaranium) ist eine ehemalige Zisterzienserabtei im Distrikt Santarém in Portugal. Es lag etwa halbwegs zwischen Fátima und Tomar.

## Geschichte
Das Kloster geht wohl auf eine Benediktinergründung zurück (vgl. Artikel Mosteiro de Alcobaça, Abschnitt „Klostergründungen“). Es schloss sich 1171 dem Zisterzienserorden an und wurde dem Kloster Alcobaça unterstellt; damit gehörte es der Filiation der Primarabtei Clairvaux an. 1554 soll das Kloster aufgelöst worden sein. Das Kloster hat in den historischen Roman O Mosteiro de Sta. Maria de Tamarâes von José Maria Almeida Teixeira de Queiroz (um 1850) Eingang gefunden.

## Bauten und Anlage
Nach der Website der Certosa di Firenze sind keine Reste mehr vorhanden.